# المقتضب
المُقتضَب كتاب نحو عربي، يُعدّ الموسوعة النحوية الثانية بعد كتاب سيبويه، ألّفه المبرّد المتوفى سنة 285 الهجرية، امتاز كتاب المقتضب بوضوح العبارة وسهولتها، بسبب المهارة الأدبية التي اتصف بها مؤلفه المُبرّد، لم ينل المقتضب الشهرة والاهتمام بسبب انشغال النحويين بكتاب سيبويه، قال أبو البركات الأنباري في المبرّد «صنف كتباً كثيرة من أكبرها المقتضب، وهو نفيس، إلا أنه قلّما يُنتفع به».

## تحقيقه
المقتضب من أعظم الكتب النحوية الأصيلة العريقة التي لم تنقطع عبر الأجيال، كان محمد عبد الخالق عضيمة الأستاذ بجماعة الأزهر مهتماً بالمبرّد وآثاره في علوم العربية فكتب رسالة عن كتاب المقتضب، فرأت لجنة إحياء التراث بالمجلس الأعلى للشؤون الإسلامية أن تعهد إلى عبد الخالق عضيمة بتحقيق كتاب المقتضب، فحققه عبد الخالق وطُبعَ في أربعة مجلدات في بداية ستينات القرن العشرين، وفي سنة 1979م طبعَ المجلسُ الكتابَ مرة ثانية.